# Asinip, Alba
Asinip (în maghiară Asszonynépe, în germană Frauenvolk) este un sat în comuna Lopadea Nouă din județul Alba, Transilvania, România.

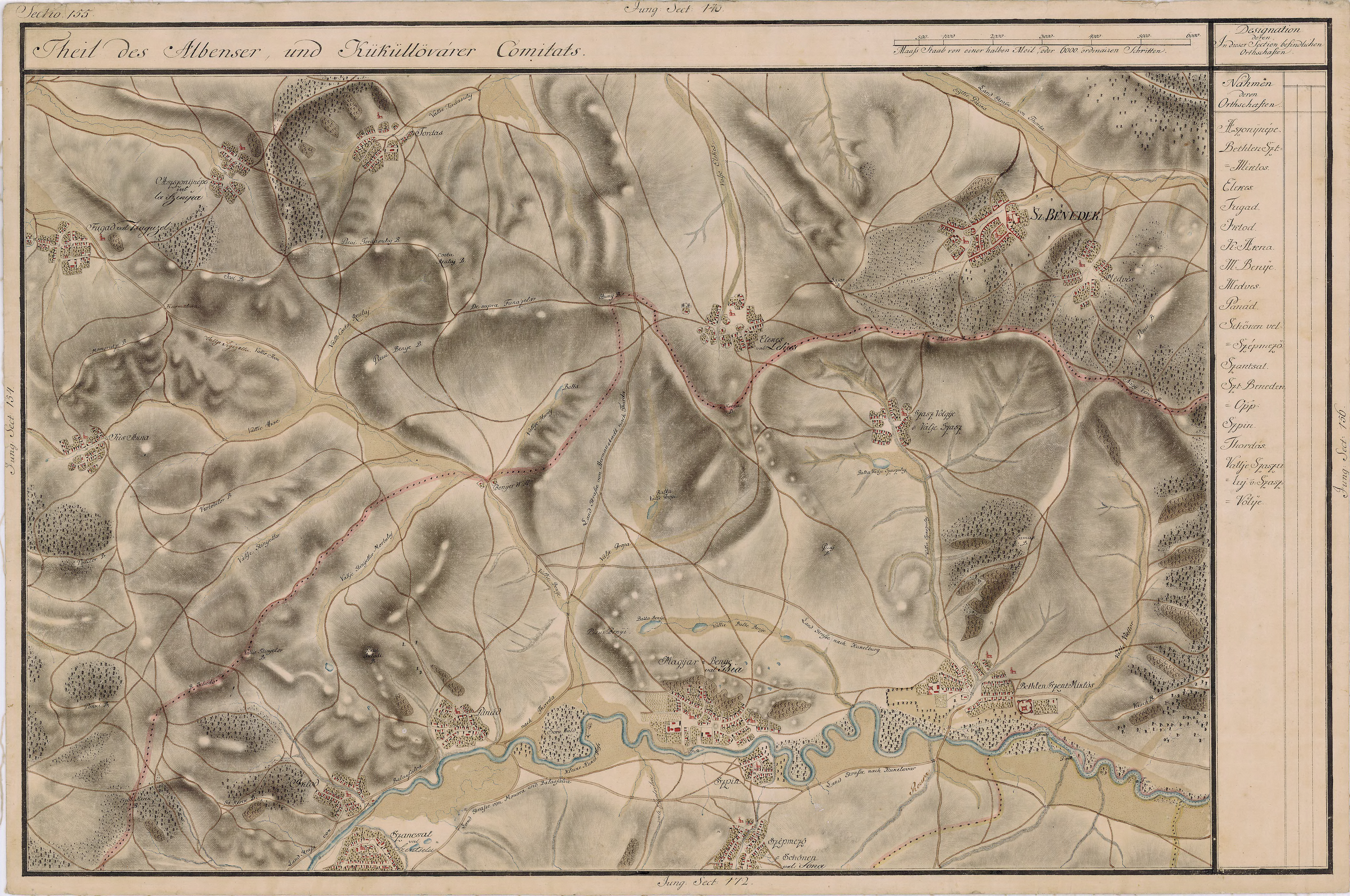
Asinip în Harta Iosefină a Transilvaniei, 1769-73

## Personalități
- Alexandru Papiu (1860 - 1930), deputat în Marea Adunare Națională de la Alba Iulia 1918